# Puivert
Puivert é uma comuna francesa na região administrativa de Occitânia, no departamento de Aude. Estende-se por uma área de 41,29 km². Em 2010 a comuna tinha 460 habitantes (densidade: 11,1 hab./km²).